# Люсьєн Агуме
Люсьєн Агуме (фр. Lucien Agoumé, нар. 9 лютого 2002, Яунде) — французький футболіст камерунського походження, центральний півзахисник іспанської «Севільї».

## Клубна кар'єра
Народився 9 лютого 2002 року в місті Яунде, столиці Камеруну, але у дитинстві переїхав з батьками до французького міста Безансон, де і займався футболом у місцевих командах «Клемансо» та «Расінг», а влітку 2014 року опинився в академії «Сошо».
Агуме дебютував у першій команді «Сошо» 19 жовтня 2018 року у віці 16 років і 283 днів, вийшовши на заміну на 76-й хвилині матчу Ліги 2 проти «Труа» (2:1), ставши таким чином наймолодшим дебютантом в історії клубу. Загалом за сезон Люсьєн провів 15 ігор у чемпіонаті та 2 матчі в Кубку Франції.
5 липня 2019 року перейшов за 4,5 млн євро в італійське «Інтернаціонале», підписавши з міланським клубом трирічний контракт. 15 грудня 2019 дебютував за «Інтер» в матчі італійської Серії A проти «Фіорентини», вийшовши на заміну замість Борхи Валеро. Згодом у цьому сезоні він зіграв ще дві гри за клуб, обидві в чемпіонаті, проти «Сассуоло» (3:3) та «Брешії» (6:0).
24 вересня 2020 року був відданий в оренду на сезон у «Спецію», де зіграв 13 ігор в усіх турнірах, після чого 31 серпня 2021 року знову був відданий в оренду, цього hазу у французький «Брест», де грав протягом сезону. Наступний сезон 2022/23 також провів у Франції в оренді, цього разу виступаючи за «Труа».
На сезон 2023/24 був заявлений за головну команду «Інтернаціонале».

## Виступи за збірні
У травні 2018 року дебютував у складі юнацької збірної Франції (U-16) в матчі проти Португалії. Згодом у складі збірної до 17 років взяв участь у юнацькому чемпіонаті Європи 2019 року в Ірландії, де був капітаном і зіграв у п'яти матчах, дійшовши до півфіналу. Цей результат дозволив команді через кілька місяців поїхати і на юнацький чемпіонат світу у Бразилії. Там Люсьєн також був капітаном і взяв участь у шести матчах, забивши гол з пенальті в грі групового етапу проти Чилі (2:0) і здобув з командою бронзові нагороди.
Згодом також грав за збірні U-18 та U-20.

## Статистика виступів

### Статистика клубних виступів
Станом на 1 липня 2023
| Сезон                      | Команда                    | Чемпіонат                  | Чемпіонат | Чемпіонат | Національний кубок | Національний кубок | Національний кубок | Континентальні кубки | Континентальні кубки | Континентальні кубки | Інші змагання | Інші змагання | Інші змагання | Усього | Усього | Усього |
| Сезон                      | Команда                    | Ліга                       | Ігор      | Голів     | Ліга               | Ігор               | Голів              | Ліга                 | Ігор                 | Голів                | Ліга          | Ігор          | Голів         | Ігор   | Голів  |        |
| -------------------------- | -------------------------- | -------------------------- | --------- | --------- | ------------------ | ------------------ | ------------------ | -------------------- | -------------------- | -------------------- | ------------- | ------------- | ------------- | ------ | ------ | ------ |
| 2018–19                    | «Сошо ІІ»                  | НЗ (V)                     | 7         | 0         | -                  | -                  | -                  | -                    | -                    | -                    | -             | -             | -             | 7      | 0      |        |
| 2018–19                    | «Сошо»                     | Л2 (ІІ)                    | 15        | 0         | КФ+КЛ              | 2+0                | 0                  | -                    | -                    | -                    | -             | -             | -             | 17     | 0      |        |
| 2019–20                    | «Інтернаціонале»           | A                          | 3         | 0         | КІ                 | 0                  | 0                  | ЛЧ+ЛЄ                | 0+0                  | 0                    | -             | -             | -             | 3      | 0      |        |
| 2020–21                    | «Спеція»                   | A                          | 12        | 0         | КІ                 | 1                  | 0                  | -                    | -                    | -                    | -             | -             | -             | 13     | 0      |        |
| 2021–22                    | «Брест»                    | Л1                         | 27        | 0         | КФ                 | 3                  | 0                  | -                    | -                    | -                    | -             | -             | -             | 30     | 0      |        |
| лип.-вер. 2022             | «Інтернаціонале»           | A                          | 0         | 0         | КІ                 | -                  | -                  | ЛЧ                   | -                    | -                    | СІ            | -             | -             | 0      | 0      |        |
| вер. 2022–23               | «Труа»                     | Л1                         | 15        | 0         | КФ                 | 0                  | 0                  | -                    | -                    | -                    | -             | -             | -             | 15     | 0      |        |
| 2023–24                    | «Інтернаціонале»           | A                          | 0         | 0         | КІ                 | 0                  | 0                  | ЛЧ                   | 0                    | 0                    | СІ            | 0             | 0             | 0      | 0      |        |
| Усього за «Інтернаціонале» | Усього за «Інтернаціонале» | Усього за «Інтернаціонале» | 3         | 0         |                    | 0                  | 0                  |                      | 0                    | 0                    |               | 0             | 0             | 3      | 0      |        |
| Усього за кар'єру          | Усього за кар'єру          | Усього за кар'єру          | 79        | 0         |                    | 6                  | 0                  |                      | 0                    | 0                    | -             | -             | -             | 85     | 0      |        |